# سمومیه
سمومیه، روستایی از توابع بخش هویزه شهرستان دشت آزادگان در استان خوزستان ایران است.

## جمعیت
این روستا در دهستان نیسان قرار دارد و براساس سرشماری مرکز آمار ایران در سال ۱۳۸۵، جمعیت آن ۱۰۴ نفر (۱۴خانوار) بوده‌است.